# Meldunek (wojsko)
Meldunek - jest to zwięzłe ustne, pisemne lub graficzne sprawozdanie składane przełożonemu z wykonania otrzymanego zadania lub czynności podjętych z własnej inicjatywy albo składane w określonych przypadkach (np. uroczystości, ćwiczeń, przybycia przełożonych, kontroli itp.).
Rodzaje meldunków:
- meldunek bojowy;
- meldunek operacyjny;
- meldunek rozpoznawczy.

## Meldunek w Wojsku Polskim
W ludowym Wojsku Polskim
Regulamin służby wewnętrznej SZ PRL z 1970 określał, że meldunek jest to zwięzła informacja, którą składa podwładny przełożonemu o czynności wykonywanej osobiście lub przez podległych żołnierzy; w meldunku podaje się kolejno: stopień wojskowy osoby, do której się zwraca, swoje stanowisko, stopień, nazwisko i wykonywaną czynność oddziału, czynność własną lub cel przybycia.
Meldunki należało składać: 
- w razie przybycia przełożonego do rejonu zakwaterowania, na zajęcie lub odprawę,
- podczas pełnienia służby dyżurnej (tylko przy pierwszym przybyciu przełożonego  w danym dniu),
- podczas parady,
- na zbiórce oddziału,
- w czasie oddawania honorów przez kompanię honorową,
- po wykonaniu rozkazu,
- po przybyciu (o celu przybycia),
- przy obejmowaniu i zdawaniu stanowiska,
- przed wyjazdem służbowym lub odejściem na urlop i po powrocie,
- przy obejmowaniu i zdawaniu służby.

Regulamin podawał też przykłady meldunku: Obywatelu pułkowniku, dowódca pierwszej kompanii kapitan Kowalski melduje kompanię podczas ćwiczeń taktycznych na temat: Kompania piechoty w natarciu. Obecnych 5 oficerów, 10 podoficerów, 50 szeregowców  lub Obywatelu pułkowniku, dowódca 2 batalionu major Chopacki melduje się na rozkaz.
W Siłach Zbrojnych RP
Regulamin Ogólny Sił Zbrojnych RP z 2014 określa, że meldunek jest to zwięzła informacja, którą podwładny składa przełożonemu[...]. W meldunku należy podać: formę („Pan, Pani”), stopień wojskowy przełożonego lub stanowisko osoby cywilnej, swoje stanowisko, stopień, nazwisko i czynność wykonywaną przez oddział  lub meldującego albo cel przybycia.
Regulamin podaje też przykłady meldunku: Panie majorze, dowódca pierwszej kompanii kapitan Kowalski melduje kompanię podczas ćwiczeń taktycznych na temat.....